# كونكور كايا
كونكور كايا (بالتركية: Güngör Kaya؛ بالألمانية: Güngör Kaya) هو لاعب كرة قدم ألماني وتركي في مركز الهجوم، ولد في 27 أبريل 1990 في غلزنكيرشن في ألمانيا. لعب مع نادي نورنبرغ.

## وصلات خارجية
- كونكور كايا على موقع اتحاد تركيا (لاعب) (الإنجليزية)
- كونكور كايا على موقع قاعدة بيانات كرة القدم.إي يو (الإنجليزية)
- كونكور كايا على موقع بيانات كرة القدم. دي إي (الألمانية)
- كونكور كايا على موقع Soccerway.com (الإنجليزية)
- كونكور كايا على موقع عالم كرة القدم.نت (الإنجليزية)